# Birger Sparring

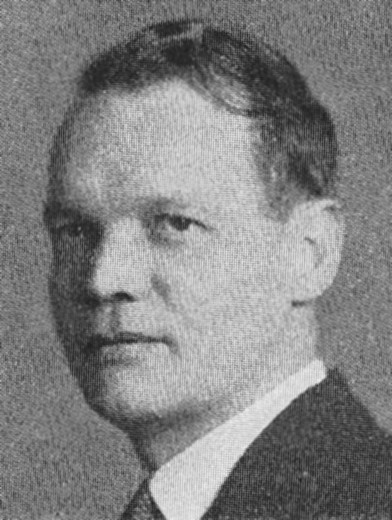
Birger Sparring.

Birger Sparring, född 28 september 1901 i Stockholm, död 5 maj 1961 i Stockholm, var en svenskt industriman. Han uppfann Sparrings hyllsystem.

## Biografi

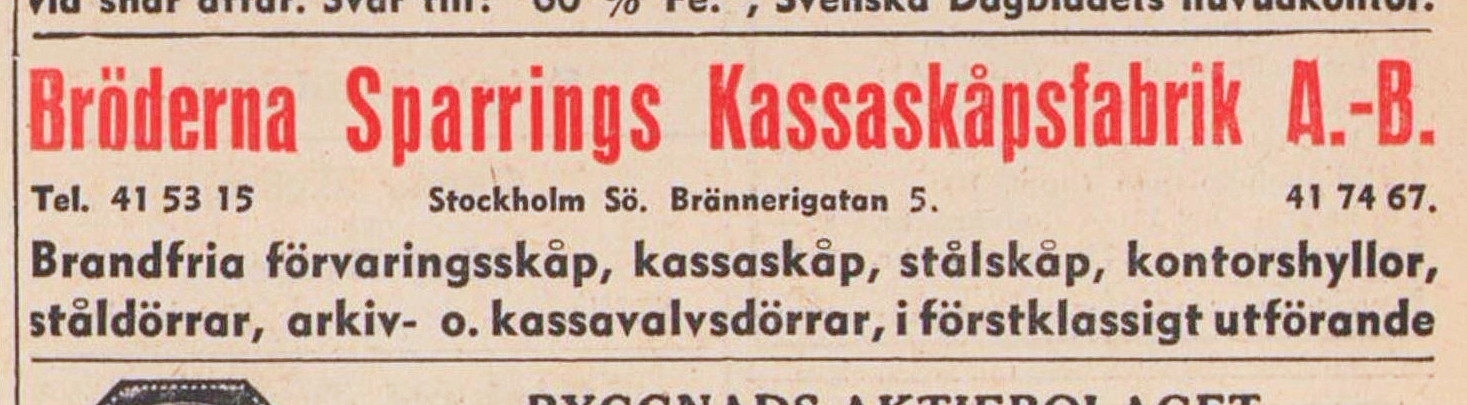
Bröderna Sparrings Kassaskåpsfabrik, annons 1937.

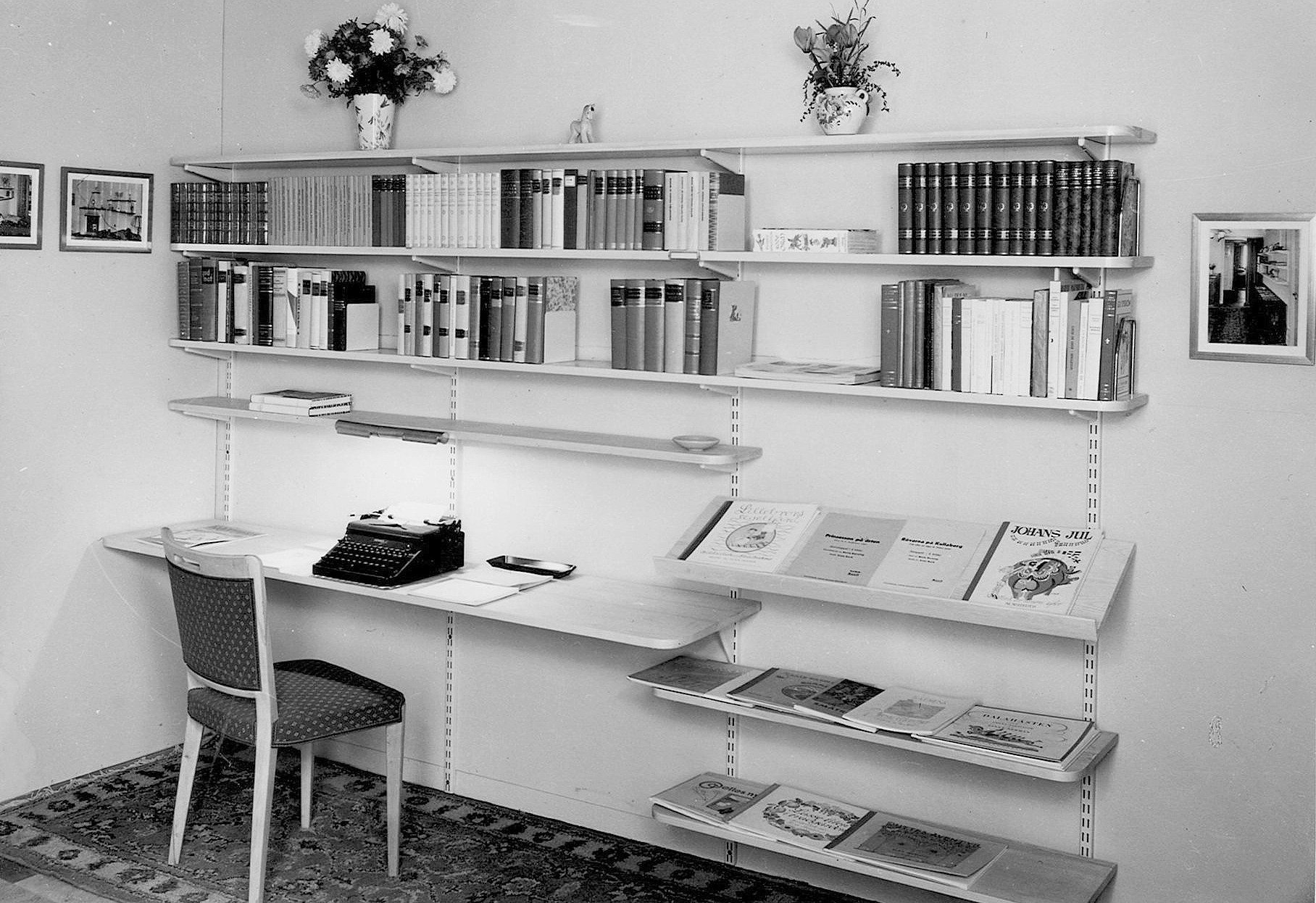
Sparring hyllsystem, 1950-tal.

Birger Sparring var son till bankdirektören Anders Petter Sparring och Anna Matilda Sjöström. 1915–1917 var han anställd vid Isaksons Kassaskåpsfabrik och 1917-1929 vid firman Andersson & Liberg som också tillverkade kassaskåp. Därefter startade han tillsammans med sin bror Bröderna Sparrings Kassaskåpsfabrik som ombildades 1935 till aktiebolag med Birger som verkställande direktör. Företaget tillverkade utöver kassaskåp även stålskåp, ståldörrar, brandsäkra förvaringsskåp och kontorshyllor.
Bröderna Sparrings mest kända produkt blev ett patenterat hyllsystem som såldes av Sparring Hyllinredning AB. Systemet bestod av en väggskena av  bockad stålplåt med parvis anordnade, avlånga hål. I hålen fasthakades konsoler som utan extra anordningar satt fast i skenan och lätt kunde flyttas. Sparringhyllan såldes till en början till statliga och kommunala verk som önskade en professionell arkivinredning. Produkten gick också på export, även till utomeuropeiska länder, och säljs fortfarande idag (2022). 
Birger Sparring var gift med Ulla Elisabet (1918–2007) och hade dottern Anna Lena (1945–2008). Vid sin död 1961 var Birger Sparring VD i Sparrings hyllinredningar AB och Tungelsta industri AB. Han fann sin sista vila på Norra begravningsplatsen där han gravsattes den 19 maj 1961 i familjegraven.